# Dabas (mesto)
Dabas je mesto na Madžarskem, ki upravno spada pod podregijo Dabasi Županije Pešta.